# Lijst van voetbalinterlands Honduras - Peru
Deze lijst van voetbalinterlands is een overzicht van alle officiële voetbalwedstrijden tussen de nationale teams van Honduras en Peru. De landen speelden tot op heden acht keer tegen elkaar, te beginnen met een vriendschappelijke wedstrijd in Lima op 26 februari 1984. Het laatste duel, eveneens een vriendschappelijke wedstrijd, vond plaats op 14 november 2012 in Houston (Verenigde Staten).

## Wedstrijden
| № | Plaats  | Datum             | Competitie             | Wedstrijd       | Uitslag |
| - | ------- | ----------------- | ---------------------- | --------------- | ------- |
| 1 | Lima    | 26 februari 1984  | Vriendschappelijk      | Peru – Honduras | 1 – 3   |
| 2 | Lima    | 27 januari 1993   | Vriendschappelijk      | Peru – Honduras | 1 – 1   |
| 3 | Miami   | 13 september 1988 | Vriendschappelijk      | Honduras – Peru | 2 – 1   |
| 4 | Lima    | 1 december 1999   | Vriendschappelijk      | Peru – Honduras | 0 – 0   |
| 5 | Miami   | 19 februari 2000  | CONCACAF Gold Cup 2000 | Honduras – Peru | 3 – 5   |
| 6 | Miami   | 7 maart 2001      | Vriendschappelijk      | Honduras – Peru | 0 – 0   |
| 7 | Miami   | 18 november 2009  | Vriendschappelijk      | Honduras – Peru | 1 – 2   |
| 8 | Houston | 14 november 2012  | Vriendschappelijk      | Honduras − Peru | 0 − 0   |

## Samenvatting
| Competitie        | Totaal gespeeld | Winst Honduras | Gelijk | Winst Peru | Doelsaldo Honduras – Peru |
| ----------------- | --------------- | -------------- | ------ | ---------- | ------------------------- |
| CONCACAF Gold Cup | 1               | 0              | 0      | 1          | 3 − 5                     |
| Vriendschappelijk | 7               | 2              | 4      | 1          | 7 − 5                     |
| Totaal            | 8               | 2              | 4      | 2          | 10 − 10                   |

## Details

### Vijfde ontmoeting
| CONCACAF Gold Cup 2000 (Miami, Verenigde Staten, 19 februari 2000):                                                                                                   |              | |
| Honduras | 3 – 5        | Peru |
| Reynaldo Clavasquín 32' Carlos Pavón 67' (pen.) José Luis Pineda 69'                                                                                                  | goals        | 7' Roberto Holsen 14' (pen.) Jorge Soto 50' José del Solar 52' Roberto Holsen 87' Waldir Saenz                                                                     |
| Ramón Maradiaga | bondscoach   | Francisco Maturana |
| Wilmer Cruz Mario Guerrero José Clavasquin Jorge Caballero Milton Reyes Ninrod Medina 46' Oscar Lagos Carlos Pavón Milton Núñez Francisco Pavón 60' Amado Guevara 60' | opstellingen | Oscar Ibáñez Juan Reynoso José Soto César Rebosio Roberto Palacios 76' Roberto Holsen Jorge Soto 46' Freddy Suárez Abel Lobatón José del Solar 46' Henry Quinteros |
| Alex Pineda 46' Jairo Martínez 60' José Luis Pineda 60' | wissels      | 46' Marcial Salazar 46' Marko Ciurlizza 76' Waldir Saenz |
| Ninrod Medina 8' Oscar Lagos 64' Alex Pineda 71' | gele kaarten | 19' Freddy Suárez 62' Abel Lobatón |
| Carlos Pavón 89' Milton Reyes 89' | rode kaarten | |

Hondurese voetbalbond · A-internationals · Selecties · Bondscoaches · Hondurees vrouwenelftal · Olympisch elftal · Honduras U21 · Honduras U19 · Honduras U17
1920 – 1959 ·
1960 – 1969 ·
1970 – 1979 ·
1980 – 1989 ·
1990 – 1999 ·
2000 – 2009 ·
2010 – 2019 ·
2020 − 2029
CGC 2021
CA 2001
WK 1982 · 
WK 2010 · 
WK 2014
OS 2000 · 
OS 2008 · 
OS 2012 ·
OS 2016 ·
OS 2020
1921 · 
1922–1929 · 
1930 · 
1931–1934 · 
1935 · 
1936–1945 · 
1946 · 
1947–1949 · 
1950 · 
1951–1952 · 
1953 · 
1954 · 
1955 · 
1956 · 
1957 · 
1958–1959 · 
1960 · 
1961 · 
1962 · 
1963 · 
1964 · 
1965 · 
1966 · 
1967 · 
1968 · 
1969 · 
1970 · 
1971 · 
1972 · 
1973 · 
1974 · 
1975 · 
1976 · 
1977 · 
1978 · 
1979 · 
1980 · 
1981 · 
1982 · 
1983 · 
1984 · 
1985 · 
1986 · 
1987 · 
1988 · 
1989–1990 · 
1991 · 
1992 · 
1993 · 
1994 · 
1995 · 
1996 · 
1997 · 
1998 · 
1999 · 
2000 · 
2001 · 
2002 · 
2003 · 
2004 · 
2005 · 
2006 · 
2007 · 
2008 · 
2009 · 
2010 · 
2011 · 
2012 · 
2013 · 
2014 · 
2015 · 
2016 ·
2017 ·
2018 ·
2019 ·
2020 ·
2021 ·
2022 ·
2023 ·
2024
Argentinië ·
Australië ·
Azerbeidzjan ·
Belize ·
Bermuda ·
Bolivia ·
Brazilië ·
Canada ·
Chili ·
China ·
Colombia ·
Costa Rica ·
Cuba ·
Curaçao ·
Denemarken ·
Ecuador ·
El Salvador ·
Engeland ·
Finland ·
Frankrijk ·
Grenada ·
Griekenland ·
Guatemala ·
Haïti ·
IJsland ·
Israël ·
Jamaica ·
Japan ·
Joegoslavië ·
Letland · 
Mexico ·
Nederlandse Antillen ·
Nicaragua ·
Nieuw-Zeeland ·
Noord-Ierland · 
Noorwegen ·
Panama ·
Paraguay ·
Peru ·
Puerto Rico ·
Qatar ·
Roemenië ·
Saint Vincent en de Grenadines ·
Saoedi-Arabië ·
Servië ·
Slovenië ·
Spanje ·
Suriname ·
Trinidad en Tobago ·
Turkije ·
Uruguay ·
Venezuela ·
Verenigde Arabische Emiraten ·
Verenigde Staten ·
Wit-Rusland ·
Zambia ·
Zuid-Afrika ·
Zuid-Korea ·
Zwitserland
Chili (2010) ·
Ecuador (2014) ·
Frankrijk (2014) ·
Spanje (2010) ·
Zwitserland (2010) · 
Zwitserland (2014)
FPF · A-internationals · Selecties · Bondscoaches · Statistieken · Peruviaans vrouwenelftal · Olympisch elftal · Peru U21 · Peru U20 · Peru U19 · Peru U18 · Peru U17
1920 – 1929 ·
1930 – 1939 ·
1940 – 1949 ·
1950 – 1959 ·
1960 – 1969 ·
1970 – 1979 ·
1980 – 1989 ·
1990 – 1999 ·
2000 – 2009 ·
2010 – 2019 ·
2020 – 2029
WK 1930 · 
WK 1970 · 
WK 1978 · 
WK 1982 · 
WK 2018
OS 1936 · 
OS 1960
1927 · 
1928 · 
1929 · 
1930 · 
1931 · 1932 · 1933 · 1934 · 
1935 · 
1936 · 
1937 · 
1938 · 
1939 · 
1940 · 
1941 · 
1942 · 
1943 · 1944 · 1945 · 1946 · 
1947 · 
1948 · 
1949 · 
1950 · 1951 · 
1952 · 
1953 · 
1954 · 
1955 · 
1956 · 
1957 · 
1958 · 
1959 · 
1960 · 
1961 · 
1962 · 
1963 · 
1964 · 
1965 · 
1966 · 
1967 · 
1968 · 
1969 · 
1970 · 
1971 · 
1972 · 
1973 · 
1974 · 
1975 · 
1976 · 
1977 · 
1978 · 
1979 · 
1980 · 
1981 · 
1982 · 
1983 · 
1984 · 
1985 · 
1986 · 
1987 · 
1988 · 
1989 · 
1990 · 
1991 · 
1992 · 
1993 · 
1994 · 
1995 · 
1996 · 
1997 · 
1998 · 
1999 · 
2000 · 
2001 · 
2002 · 
2003 · 
2004 · 
2005 · 
2006 · 
2007 · 
2008 · 
2009 · 
2010 · 
2012 · 
2012 · 
2013 · 
2014 · 
2015 · 
2016 · 
2017 · 
2018 · 
2019 · 
2020 · 
2021 ·
2022 ·
2023 ·
2024
Algerije ·
Argentinië ·
Armenië ·
Australië ·
België ·
Bolivia ·
Brazilië ·
Bulgarije ·
Canada ·
Chili ·
China ·
Colombia ·
Costa Rica ·
Denemarken ·
Dominicaanse Republiek ·
Duitsland ·
Ecuador ·
El Salvador ·
Engeland ·
Finland ·
Frankrijk ·
Guatemala ·
Haïti ·
Honduras ·
Hongarije ·
IJsland · 
India ·
Irak ·
Iran ·
Italië ·
Jamaica ·
Japan ·
Joegoslavië ·
Kameroen ·
Kroatië ·
Marokko ·
Mexico ·
Nederland ·
Nicaragua ·
Nieuw-Zeeland ·
Nigeria ·
Oostenrijk ·
Panama ·
Paraguay ·
Polen ·
Qatar ·
Roemenië ·
Saoedi-Arabië ·
Schotland ·
Slowakije ·
Sovjet-Unie ·
Spanje ·
Trinidad en Tobago ·
Tsjechië ·
Tunesië ·
Uruguay ·
Venezuela ·
Verenigde Arabische Emiraten ·
Verenigde Staten ·
Wit-Rusland ·
Zuid-Korea ·
Zweden ·
Zwitserland
Australië (2018) ·
Denemarken (2018) ·
Frankrijk (2018) ·
Italië (1982) · 
Kameroen (1982) · 
Polen (1982)